# 李智栄
李 智栄（リ・チヨン、チョソングル:리지영、李智榮、1994年10月5日 - ）は、大阪府出身の元ラグビー選手。

## プロフィール
- 現役時代のポジションはフランカー(FL)。
- 身長 179cm、体重 95kg
- ジュニア・ジャパンに選ばれたことがある[2]。

## 略歴
2013年、大阪朝鮮高校卒業後、京都産業大学に入学する。
2016年、京都産業大学ラグビー部の副将に就任した。
2017年、京都産業大学卒業後、NTTドコモレッドハリケーンズ(現・NTTドコモレッドハリケーンズ大阪)に加入。
2020年1月12日にジャパンラグビートップリーグ第1節三菱重工相模原ダイナボアーズ戦に途中出場で公式戦初出場を果たす。
2022年、現役を引退した。